# Lygodactylus stevensoni
Espèce
Lygodactylus stevensoni est une espèce de geckos de la famille des Gekkonidae.

## Répartition
Cette espèce est endémique du Zimbabwe.

## Étymologie
Cette espèce est nommée en l'honneur de James Stevenson-Hamilton (1867–1957).

## Publication originale
- Hewitt, 1926 : Descriptions of some new species of batrachians and lizards from South Africa. Annals of the Natal Museum, vol. 5, no 3, p. 435-448 (texte intégral).